# Меркан Деде
Мерджан Деде (нар. у 1966, Бурса, Туреччина, ім'я при народженні Arkın Ilıcalı), також відомий як DJ Arkin Allen, турецький музикант, DJ та продюсер, який живе та працює між Туреччиною, Європою та Північною Америкою. Стиль його музики близький до world music, але із специфікою існування між традиційною турецькою музикою, етнічними мотивами інших народів світу та сучасними електронним звучанням.
Працює разом із всесвітньо відомим музикантами Susheela Raman, Dhafer Youssef, Sheema Mukherjee (Transglobal Underground) та Hugh Marsh.

## Дискографія
- Sufi Dreams (1998)
- Journeys of a Dervish (1999)
- Seyahatname (2001)
- Nar (2002)
- Fusion Monster (2004) (під ім'ям DJ Arkin Allen)
- Su (2003)
- Sufi Traveler (2004)
- Nefes (2007)
- 800 (2007)
- Earth (2013)

## Досягнення
- Альбом «800» був обраний у категорії World's Best World Music Album 2008 на виставці WOMEX[en]!
- Меркан Деде був номінований BBC 3 Awards у сфері World Music in the Middle East and North Africa двічі і у сфері Club Global — тричі.
- Su протримався на 1й позиції два тижні у European World Music Charts

## Кар'єра
Ансамбль Mercan Dede був заснований у 1997 році, до того часу Іліджалі вже кілька років працював музикантом. Їхнім першим альбомом був Sufi Dreams , випущений у 1998 році. Цей альбом отримав поштовх, коли музика була використана в німецькому телевізійному документальному фільмі про суфійську музику.[джерело?]
У 2001 році Деде випустив свій третій альбом Seyahatname. На платівці звучить ней , близькосхідна флейта, що звучить на кінці. Деде описує звук цього інструменту як «чистий, універсальний духовний звук, що викликає глибокі почуття, глибші, ніж ми можемо осягнути лише за наш короткий час на землі. Ней розмовляє мовою любові, миттєво зрозумілою серцем, у порівнянні з якою все мечеті, церкви та храми, побудовані для прикраси (нашої духовності), відходять». Альбом є особистою спробою Деде поміркувати над власною духовною подорожжю. 
Альбом Dede 2002 року, Nâr , продовжив у тому ж дусі. У 2004 році він випустив альбом Su , який протягом двох місяців залишався на першому місці в європейських світових музичних чартах. Альбом був записаний міжнародним складом музикантів і містить більше вокалу, ніж у попередніх роботах. Один трек із фолк-співаком Сабахатом Аккіразом був особливо популярним у Туреччині. Того року Деде дебютував у США на першому Globalfest, після чого відбувся тур по Північній Америці та випуск альбому Fusion Monster під псевдонімом Arkin Allen. Міністерство культури Туреччини призначило артиста музичним керівником проекту Guldestan, щоб представляти турецьку культуру та мистецтво по всьому світу, працюючи разом із хореографомБейхан Мерфі . [ потрібна цитата ]
До складу альбому Nefes 2007 року входила ситаристка Transglobal Underground Шима Мукерджі . На платівці є пісні турецькою, арабською та французькою мовами.

## Співпраця
- Віолончеліст Hugh Marsh — (Канада)
- Співак Susheela Raman — (Англія, Австралія, Індія)
- Музикант, гравець на Kanun, Göksel Baktagir — (Туреччина)
- Кларнетист Hüsnü Şenlendirici із гуртом Laço Tayfa — (Туреччина)
- Співак Dhafer Youssef — (Тунісія)
- Репер Ceza — (Туреччина)
- Співачка Azam Ali та гурт Niyaz — (Іран)
- Піаніст Fazil Say — (Туреччина)
- Джазовий саксофоніст Ilhan Ersahin — (Туреччина)
- Співак Özcan Deniz — (Туреччина)
- Співак Aynur Dogan — (Туреччина)
- Музикант Пітер Мерфі — (Англія, Туреччина)
- Музикант, гравець на Hurdy Gurdy Ben Grossman — (Канада)
- Танцюристка Emine Mira Hunter (née Burke) — (Канада)
- Танцюрист Tevhide Tanya Evanson — (Канада)